# أخلاق للبيع (فلم)
أخلاق للبيع هو فيلم مصري عرض عام 1950، بطولة محمود ذو الفقار وفاتن حمامة، الفيلم مقتبس عن رواية أرض النفاق للكاتب يوسف السباعي، ومن إخراج محمود ذو الفقار، تم إعادة إنتاج الفيلم عام 1968 تحت اسم أرض النفاق من إخراج فطين عبد الوهاب وبطولة فؤاد المهندس وشويكار وسميحة أيوب.

## قصة الفيلم
في إطار من الخيال، تدور أحداث الفيلم حول زوج يقاسي من حماته، حتى يصادف رجلًا يبيع الأخلاق في مساحيق فيشترى منه مسحوق الشجاعة ليستطيع مواجهة حماته المتسلطة، فتتغير حياته، ليقرر العودة مرة أخرى للبائع ويطلب أخلاقًا جديدة، لتتغير حياته تمامًا.

## طاقم التمثيل
- محمود ذو الفقار: (أحمد)
- فاتن حمامة: (أمينة)
- ميمي شكيب: (والدة أمينة)
- محمود شكوكو: (بلبل)
- علي الكسار: (بائع الاخلاق)
- شفيق نور الدين: (كوهين صاحب البنسيون)
- كيتي: (كاتينا الراقصة)
- علي عبد العال: (والد كاتينا)
- عبد الحميد زكي: (المدير)
- زكي إبراهيم: (عم أمينة)
- علية فوزي: (خادمة أمينة وأحمد)
- طوسون معتمد: (تمرجى مستشفى المجانين)
- محمد صبيح: (اللص)
- عبد المنعم بسيوني: (موظف)
- محسن حسنين: (الزبون السكران)

## فريق العمل
- إخراج: محمود ذو الفقار
- قصة: عن رواية أرض النفاق للكاتب يوسف السباعي
- سيناريو وحوار: أبو السعود الإبياري
- مدير التصوير: كليليو
- مونتاج: ألبير نجيب
- إنتاج: أفلام عزيزة أمير
- توزيع: منتخبات بهنا فيلم

## روابط خارجية
- أخلاق للبيع على موقع IMDb (الإنجليزية)
- أخلاق للبيع على موقع قاعدة بيانات الأفلام العربية